# Qype
Qype [kwaɪp] war ein Bewertungsportal, dessen vorrangiger Inhalt nutzergenerierte, standortbezogene Bewertungen auf lokaler Basis waren. Der Name leitet sich aus dem Slogan „Quality or Hype?“ ab. Qype wurde zum 30. Oktober 2013 geschlossen und die Inhalte zum großen Teil in den Dienst Yelp übertragen, der das Portal übernommen hat.

## Geschichte
Qype wurde am 1. November 2005 von Stephan Uhrenbacher gegründet und ging im Sommer 2006 zunächst nur für deutsche Städte online. Die Qype GmbH wurde anfangs von den Risikokapitalgebern Advent und Partech als Startup finanziert. Im März 2007 wurde Qype mit dem „Red Herring 100 Europe Award“ ausgezeichnet. Zum Schluss gab es Qype in 9 Sprachen. Die englische Version war die zweite Sprache von Qype und startete im Juni 2007. Im Januar 2008 startete Qype in Frankreich. Weitere Versionen existierten in spanischer, portugiesischer, italienischer, polnischer, niederländischer und türkischer Sprache. Darüber hinaus war Qype auch in Irland, Österreich, der Schweiz und Brasilien aktiv. Inhalte gab es zu Plätzen in 166 Ländern. Im August 2012 konnte Qype über 2,8 Millionen Beiträge zu Plätzen weltweit verzeichnen, allein in Europa sind über 860.000 Plätze bewertet worden.
Gründer Stephan Uhrenbacher schied 2009 aus dem operativen Geschäft aus.
Im März 2011 übernahm Qype die Gruppenrabatt-Internetseite cooledeals.de und wandelte sie in QypeDeals.de um. Auf dieser Seite konnten Nutzer von Stadt zu Stadt unterschiedliche Gutscheine für Dienstleistungen von verschiedensten Anbietern kaufen. Dabei können sie direkt die entsprechenden Bewertungen einsehen und abgeben.
Qype verfolgte dasselbe Konzept wie die Webseite Yelp.com, die bereits im Oktober 2004 gegründet wurde. Im Oktober 2012 übernahm der US-amerikanische Marktführer Yelp sämtliche Anteile an Qype. Der Kaufpreis lag bei 50 Millionen US-Dollar für zuletzt zwei Millionen Bewertungen und 15 Millionen Besucher. Mit der Akquisition wollte Yelp nach eigener Aussage vor allem seine Position in Deutschland und Großbritannien ausbauen. Im Zuge der Übernahme wird die Gruppenrabattsparte QypeDeals aufgegeben.
Im Oktober 2013 wurde bekannt gegeben, dass die Marke Qype zum 30. Oktober 2013 aufgegeben wird. Die vorhandenen Bewertungen und Daten sollten zum Großteil auf Yelp übernommen werden. Am 30. Oktober 2013 um 13:00 Uhr wurde die Plattform endgültig abgeschaltet. Beim Aufruf der Internetseite wurde man nun automatisch auf die Startseite von Yelp weitergeleitet.
Die Qype GmbH mit Sitz in Hamburg wurde in den Yelp-Konzern integriert, in Yelp GmbH umbenannt und mit der Yelp Deutschland GmbH verschmolzen.

## Funktionen
Registrierte Mitglieder konnten auf Qype Betriebe, Orte und Dienstleistungen bewerten, beispielsweise Restaurants, Hotels, Sehenswürdigkeiten oder auch Fitnessstudios und Sportvereine. Die Einträge enthielten Adresse, Öffnungszeiten, Telefonnummer, Position auf einer Karte, Link zur Website und weitere Angaben. Die Einträge waren mit persönlichen Bewertungen und Empfehlungen – von Nutzern für Nutzer – versehen. Bewertet wurden die Einträge mit einem Textkommentar und mit bis zu fünf Sternen von 1 (nicht gut) bis 5 Sternen (hervorragend). Auch Fotos und Videos konnten hochgeladen werden.
Qype verwendete ein Kategoriesystem und zeigte so die in einer Stadt am besten bewerteten Bars, Restaurants, Modegeschäfte, Autowerkstätten etc. in einer Rangliste an, die auf den Bewertungen der Nutzer beruhte.

## Die Community
Wie vergleichbare Dienste verfügte Qype über ein System zur Anzeige der „Online-Aktivitäten“ der Nutzer. Das erfolgte in Form von Medaillen, die die Nutzer sammeln konnten. Medaillen wurden verliehen, wenn der Nutzer eine bestimmte Anzahl an Beiträgen geschrieben oder in bestimmten Kategorien bewertet hatte. Auch eine Gruppenfunktion mit Foren war vorhanden, so dass Nutzer sich untereinander austauschen konnten. Nutzer konnten sich darüber hinaus gegenseitig Kontaktanfragen schicken, private Nachrichten schreiben, Fotos hochladen und ihre Empfehlungen bei Facebook und Twitter veröffentlichen. Gefiel einem Nutzer eine Bewertung besonders gut, konnte er dem Verfasser auch ein virtuelles Kompliment geben. Außerdem hatten Nutzer die Möglichkeit, ihre persönlichen Favoriten zu speichern und zum Beispiel in Form von persönlichen Guides zu bestimmten Themen oder Städten mit anderen Nutzern zu teilen. Dabei war es auch möglich, Plätzen zu „folgen“, das heißt immer über Aktualisierungen auf diesem Platz informiert zu werden. Auch über Veranstaltungen in einer Stadt konnten sich Nutzer informieren und diese auch selbst bei Qype anlegen.

## Mobil
Für das iPhone sowie Android-, Blackberry-, Windows-Phone- und Nokia-Geräte existierten kostenlose Applikationen, mit denen man mit Hilfe von Ortsbestimmungsdiensten Restaurants, Banken oder ähnliches in seiner Nähe anzeigen lassen konnte. Diese Funktion war mit Google Maps verknüpft, um den gewünschten Ort leicht zu finden. Außerdem konnten Nutzer am Zielort einchecken, sehen ob Freunde in der Nähe sind, und direkt Bewertungen abgeben. Die Qype App wurde von cnet UK zur Best Travel App 2009 für das iPhone gewählt.
Qype war ebenfalls in der kostenlosen Offboard-Navigationssoftware Nokia Maps ab der Version 3.04 enthalten. Seit 2011 konnten auch die Nutzer vom BMW ConnectedDrive Service über ihr Navigationsgerät auf Qype zugreifen.

## B2B
Auch Unternehmen konnten das Bewertungsportal zu Werbe- und Marketingzwecken nutzen. Qype bot dazu verschiedene Möglichkeiten. Zum einen konnten sich Unternehmen kostenfrei mit einem Eintrag bei Qype registrieren. Dabei konnten sie sich den entsprechenden Kategorien zuordnen lassen und sich so online präsentieren.
Außerdem standen gegen eine „Gebühr“ breit gefächerte Darstellungsmöglichkeiten zur Verfügung. Mit der sogenannten Qype-Premium-Mitgliedschaft konnten Unternehmen zahlreiche Zusatzfunktionen nutzen. So konnten Premium-Mitglieder ihren Qype-Auftritt nicht nur detaillierter präsentieren (z. B. durch Video, Logo und News-Upload), sie waren in der Qype-Community auch besser sichtbar, da sie als erstes in den Suchergebnissen angezeigt wurden. Darüber hinaus konnten Unternehmen individuelle Qype-Premium-Banner kreieren und damit eine eigene Bannerkampagne starten.

## Statistik
Im August 2008 ermittelte die Arbeitsgemeinschaft Online Forschung 0,89 Mio. Unique User im Monat und leichtes Wachstum der Nutzerzahlen. Damit lag Qype knapp vor Angeboten wie Tagesspiegel.de (0,88 Mio. Unique User) oder n24.de (0,86 Mio. Unique User).
Die Informationsgemeinschaft zur Feststellung der Verbreitung von Werbeträgern (IVW) zählte für Qype im Oktober 2009 knapp 7,7 Millionen Visits und 18,8 Millionen Seitenabrufe. Dies war nach der alten Zählmethode das bisher beste Ergebnis von Qype, welches im Oktober 2008 noch 4,2 Millionen Visits und 13,5 Millionen Seitenabrufe erreichte. Seit Einführung der neuen IVW-Zählung mit Wirkung für November 2009 erreicht Qype europaweit laut Google Analytics zwar über 17 Millionen Unique User im Monat, hingegen konnte das Portal für die ersten acht Monate 2010 im Durchschnitt nur 5,6 Millionen Unique Visits pro Monat aufgrund einer Veränderung der internen Seitenstruktur und der neuen IVW-Zählung vorweisen. Für August 2010 konnte Qype ca. 7,2 Millionen Unique Visits verzeichnen. Im August 2012 wurde Qype laut Google Analytics von 20 Millionen Unique Usern genutzt, die insgesamt auf 25 Millionen visits kamen. Allein 4 Millionen Unique Visitors wurden dabei von der Qype App gestellt. Nach eigener Aussage hat das Unternehmen im November 2008 die Gewinnschwelle erreicht.